# 普莉西拉·貝克
普莉西拉·貝克 （英語：Priscilla Baker）是南非西開普大學分析化学教授，並為電化學研究平台「SensorLab」的領導者，該平台專注於材料與感測器的電動力學研究。她亦是南非科学院活躍成員、歐洲人工肌肉科學網絡（ESNAM）成員，以及歐盟瑪麗·居禮國際交流計畫（IRSES）成員。 

## 就學
貝克於开普敦大学主修海洋與大氣科學並獲得學士學位，是當年唯一的黑人女學生。之後，她在開普半島理工大學主修分析化學，取得國家文憑。
她因對電化學感興趣而前往西開普大學修習化學，獲得榮譽學士與碩士學位，其碩士論文聚焦於分析大氣中微量金屬。2004年，她於斯泰倫博斯大學完成博士學位，研究主題為用於酚降解的錫氧化物複合材料陽極。

## 執教與榮譽
2014年，贝克獲得南非科技部頒發的女性科學家傑出獎，表彰其在物理與工程科學領域的貢獻。
2017年11月，她出任南部非洲系統分析中心（SASAC）主任，並於2017至2019年擔任該計畫的執行委員會成員。她與奧地利國際應用系統分析研究所合作，推動跨學科研究，培養約60位非洲博士候選人投入全球議題研究。
2018年，她獲得南非研究主席計畫「重點與新興污染物分析系統與流程」的研究主席一職。她目前也是 SensorLab 的共同主任，關注整合分析技術以解決環境、健康與安全監測問題。
2020年，她被任命為CY塞尔吉-巴黎大学駐校研究員，並建立了國際實驗室「Senergylab」，結合法國 LPPI 聚合物實驗室與西開普大學 SensorLab 的專業資源，培育碩博士研究生，並有聯合學位與交換研究計畫。
她在2025年時獲得世界杰出女科学家成就奖，以表彰其對於培養新生代科學家的貢獻。
此外，她自2013年至2016年擔任國際電化學學會電分析化學部副主席，2016年至2021年擔任非洲區代表。2018年，她成為非洲科学院院士，2019年當選為英國皇家化學學會會士。